# Satoshi Furukawa
Satoshi Furukawa (nacido el 4 de abril de 1964) es un cirujano japonés y astronauta de la JAXA.

## Vida personal
Furukawa nació en Yokohama, Kanagawa, Japón. Le gusta el béisbol, el bowling, la música y viajar. Está casado y tiene dos hijos.

## Carrera de medicina
Se graduó de la escuela secundaria Eiko, Kamakura, en 1983; recibió un Doctorado en Medicina por la Universidad de Tokio en 1989, y un Doctorado en Filosofía Licenciado en Ciencias Médicas de la misma universidad en 2000.

## Carrera en la JAXA
En febrero de 1999 Furukawa fue seleccionado por la JAXA como candidato de Astronauta. Empezó el entrenamiento básico de astronauta en 1999 y fue certificado como astronauta en enero del 2001.
Desde abril de 2001 participó en el entrenamiento avanzado para la ISS, así como colaborar en el desarrollo del hardware y el funcionamiento del módulo experimental japonés Kibo.
En mayo de 2004, completó el entrenamiento para Ingeniero de Vuelo de entrenamiento en el Centro de Entrenamiento de Cosmonautas Gagarin.

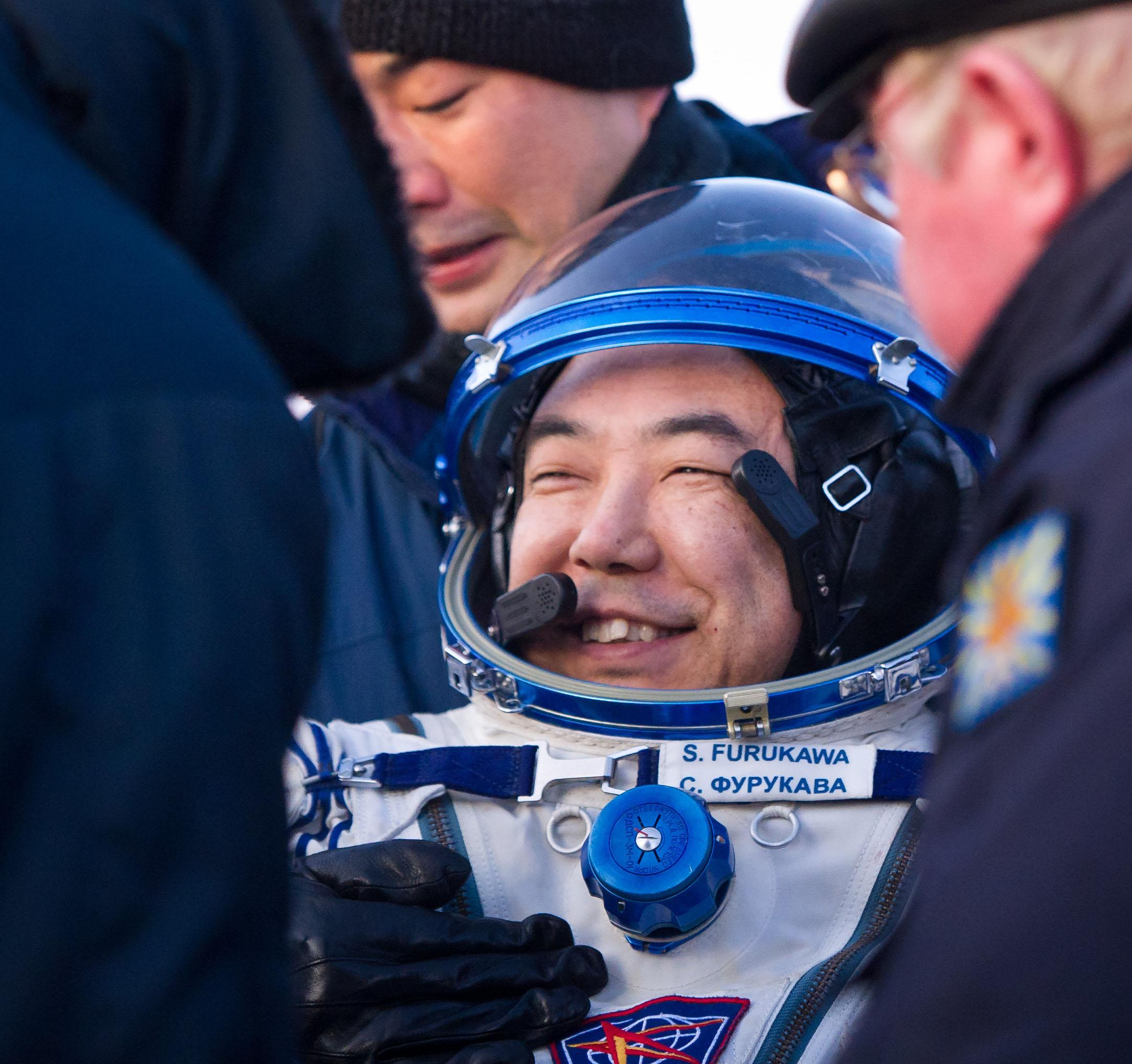
Furukawa tras volver a la tierra, en Kazajistán.

Furukawa llegó al Centro Espacial Lyndon B. Johnson en junio de 2004.
En febrero de 2006 completo el entrenamiento de candidato a astronauta de la NASA que incluyó sesiones de información científica y técnica, instrucción intensiva en los sistemas del Transbordador Espacial y de la Estación Espacial Internacional, formación fisiológica, entrenamiento de vuelo, y de supervivencia.
La fiscalización de esta formación inicial le permitió participar en distintas tareas en la NASA y ser asignado como especialista de la misión en el Transbordador Espacial
En agosto de 2007, Furukawa sirvió como acuanauta durante el proyecto NEEMO 13, una misión de investigación de la exploración realizada en Aquarius, el único laboratorio de investigación submarina en el mundo.

## Experiencias en vuelos espaciales
Furukawa fue asignado como ingeniero de vuelo en la ISS para la Expedición 28/29. La nave Soyuz TMA-02M que llevaba a Furukawa, el cosmonauta Sergei Volkov y astronauta de la NASA Michael Fossum despegó desde el Cosmódromo de Baikonur en 7 de junio de 2011. Regresando a la tierra el 22 de noviembre de 2011.